# Василије Доктор
Василије Доктор или Василије Богумил (умро 1118) је био богумилски старешина, монах, доктор и учитељ словенске народности, спаљен на ломачи од стране византијског цара Алексија I Комнина.
Године 1100. византијски цар Алексије I Комнин (1081—1118), који је вршио погроме над присталицама богомилског учења, је ухапсио богумила по имену Дивљат (Divlatius), стављајући га на муке да би открио податке о покрету. Он као вођу богумила именова Василија, који изгледа као монах а који је доктор који је изучавао ту доктрину петнаест година, и науковао је више од четрдесет, окушивши око себе дванаест ученика под именом апостола.
Василије је био већ у дубокој старости (имао је око седамдесет година) када је ухапшен заједно са својим ученицима и доведен на на двор. Приметивши у њега неклонулу самоувереност, цар га избави из окова, и одајући му част као пророку, пожеле да се поближе упозна са његовим учењем. Василије дуго није пристајао, али цар на крају задоби његово поверење. Он позва учитеља у одељени део дворца, где са својим братом, севастократором Исаком, слушаше учење богомилства. За то време, један писар кришом записиваше све што им је Василије приповедао, а у суседној сали беху окупљени духовници, са патријархом Николајем III Граматичарем на челу, и царски савет. Када Василије заврши своје откривање, цар отвори врата патријарху и свему сабору, стража ухвати Василија, а писар им прочита све записано по слову јересијарха. Јевтимије Зигавен (Euthymius Zigabenus) нам од његовог учења преноси следеће: „Они избацују све побожне цареве са списка хришћана, и кажу да су само иконоборци православни и верни, посебно Константин V Копроним". Василије је још говорио да има изворни текст Библије који није уређивао Јован Златоусти.
Василију Богумилу је судио црквени суд, да би га коначном теолошком пресудом Николај III Граматичар, цариградски патријарх (1084–1111), прогласио јеретиком и осудио на смрт. Наређење је гласило да се подигне велика ломача на Хиподрому, око које се окупи мноштво хришћана који су дошли да гледају последње часе свог старешине. И док га бацаше у огањ, Василије оста равнодушан и не одрече се своје вере. А када га пламен прогута, окупљени видеше бели трачак како се подиже међу пламеновима.
Василије је спаљен 1118. године, након осам година проведених у заточеништву. Његови ученици који су се одрекли учења су ослобођени, док су остали осуђени на доживотну робију.